# Mezinárodní letiště Dauhá
Mezinárodní letiště Dauhá (ICAO: OTBD) (arabsky: مطار الدوحة الدولي‎‎) bylo mezinárodní letiště v katarském Dauhá. Sloužilo jako domovské pro společnost Qatar Airways, než bylo 24. května 2014 otevřeno o pár kilometrů dál větší a modernější Mezinárodní letiště Hamad. Od této doby toto letiště neslouží jako komerční, dráhy jsou ale využívány katarskou vládní letkou. V posledním celém roce komerčního provozu (2013) toto letiště odbavilo 23,2 milionů cestujících.